# 薩爾米恩托縣 (聖胡安省)

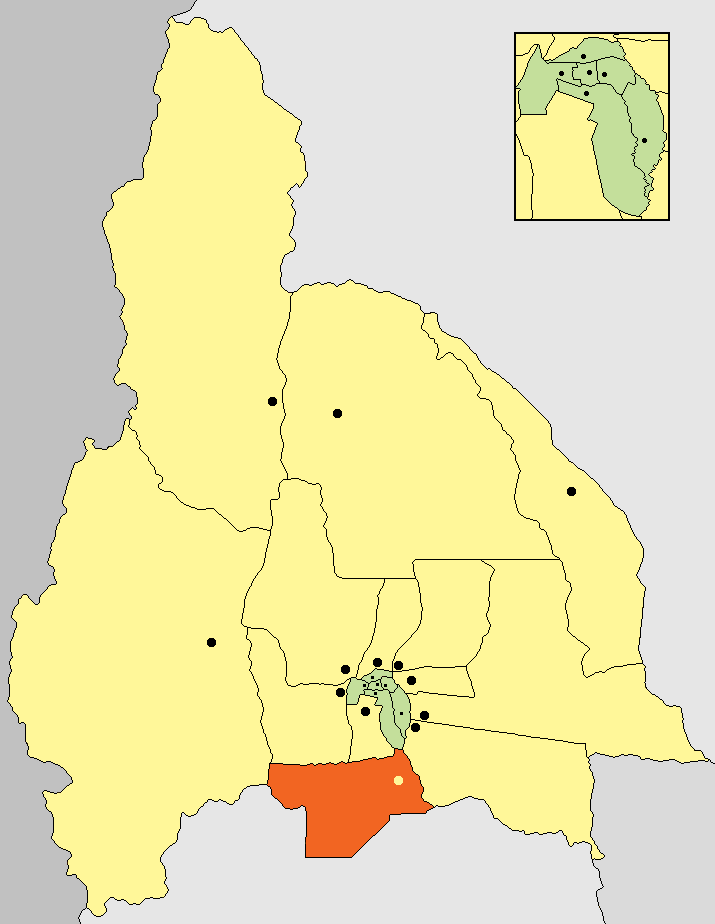

32°00′S 68°31′W / 32.000°S 68.517°W
薩爾米恩托縣（西班牙語：Departamento Sarmiento），是阿根廷的縣份，位於該國西部聖胡安省，首府設於梅迪亞阿瓜，始建於1908年8月25日，面積2,782平方公里，2010年人口22,182，人口密度每平方公里7.97人。